# Короткоствольна зброя

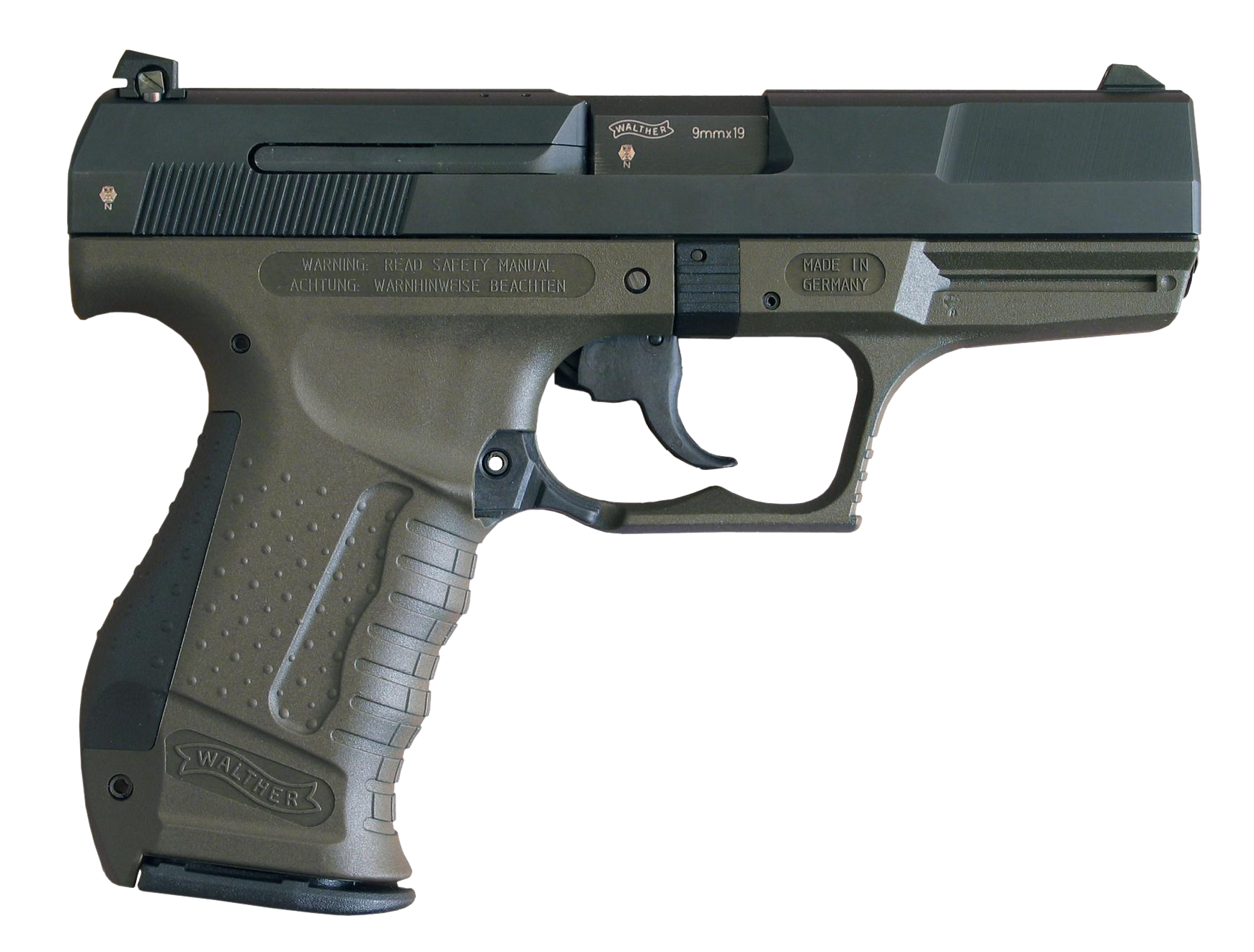
9x19мм Walther P99, німецький напівавтоматичний пістолет

Короткоствольна зброя має ствол невеликої довжини, що допускає носіння її в кишені і дозволяє ведення стрільби з однієї або двох рук (на відміну від довгоствольної зброї — гвинтівок, карабінів, рушниць і іншої зброї, стрільба з якого зазвичай ведеться двома руками з упором прикладу в плече).
Як правило, під короткоствольною йдеться про саме стрілецьку зброю — револьвер, пістолет, в тому числі автоматичний. Однак короткоствольна зброя є і в артилерії — наприклад, мортира.

## Основні види короткоствольної зброї

### Однозарядний пістолет

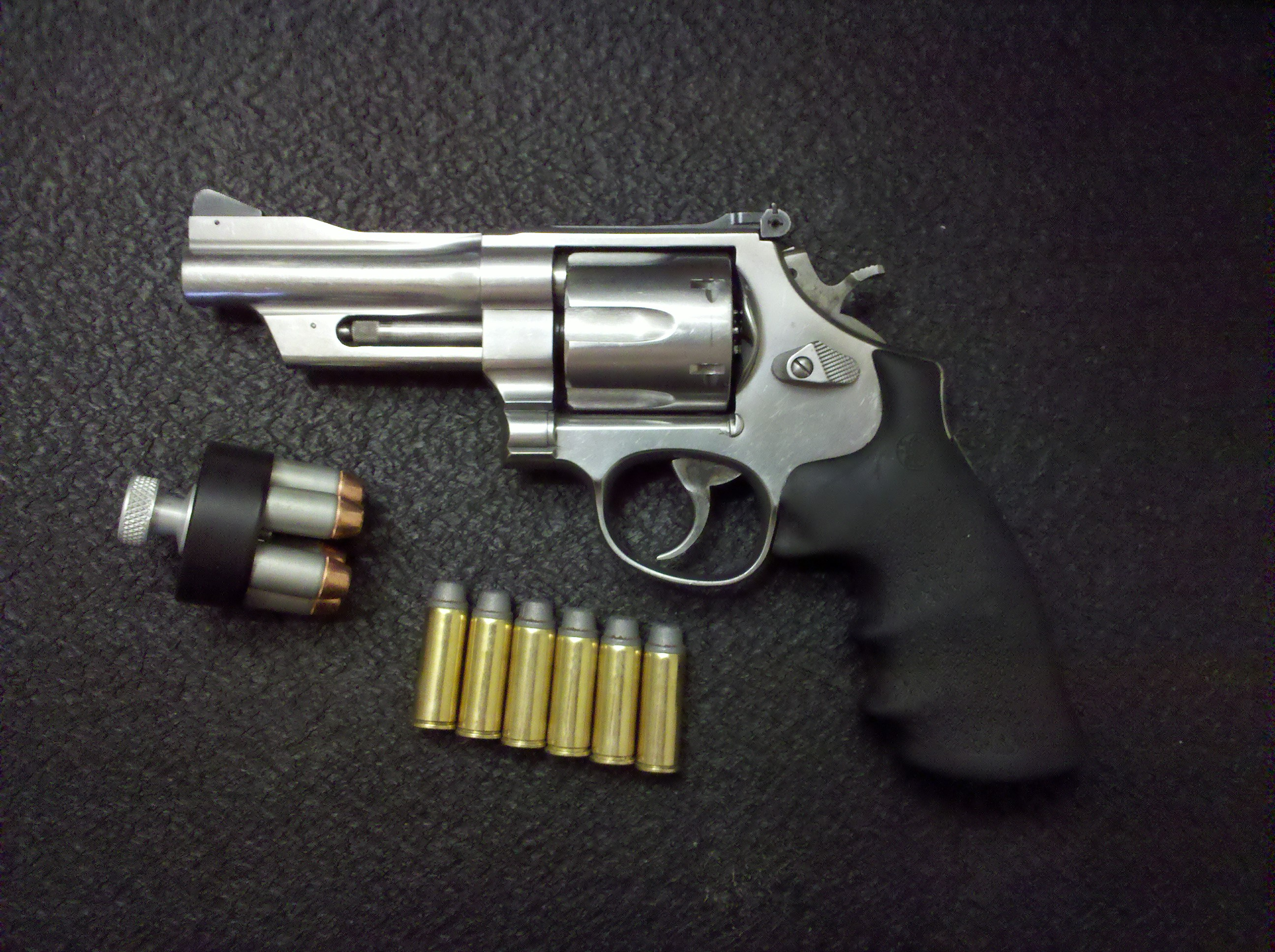
Сучасний револьвер Сміт-Вессон M625-6 (США) з відкидним барабаном. Зліва — «прискорювач заряджання» (speed-loader) на шість набоїв.

Пістолет (фр. pistolet, від чеськ. píšťala — пищаль, дудка) — вид ручної вогнепальної зброї для стрільби однією рукою. Пістолет походить від рушниці і є полегшеним її варіантом, що характеризується коротшим стволом і ложем, котре мало своєрідне завершення у вигляді нахиленого до низу руків'я.

### Револьвер
Револьве́р (англ. revolver — від англ. revolve — обертатися) — індивідуальна багатозарядна нарізна короткоствольна стрілецька зброя з барабаном, що обертається, для стрільби на дистанцію до 100 м.

### Самозарядний пістолет
Самозаря́дний пістоле́т є різновидом самозарядної зброї, яка використовує енергію пострілу для роботи механізмів, які досилають наступний набій до камори. Для кожного пострілу стрільцю необхідно натискати спусковий гачок.

### Автоматичний пістолет
Автоматичний пістолет — зазвичай ручна, з магазинним живленнями, самозарядна зброя, яка має можливість вести автоматичний вогонь або вогонь чергами, під пістолетні набої.

### Короткоствольна гвинтівка
Короткоствольна гвинтівка — гвинтівка із коротким стволом. Довжина ствола такої гвинтівки варіюється, залежно від правил конкретних країн. У США короткоствольною гвинтівкою вважається зброя зі стволом менш ніж 16,0 дюймів, у Канаді — менш ніж 18,0 дюймів, у Великій Британії — менш ніж 12,0 дюймів, в Україні — менш ніж 7,87 дюйма (нарізна), або 17,72 дюйма (гладкоствольна).